# The Penniless Prince
The Penniless Prince est un film muet américain réalisé par Thomas H. Ince et sorti en 1911.

## Synopsis
Un aristocrate européen ruiné va trouver le bonheur à Cuba...

## Fiche technique
- Réalisation : Thomas H. Ince
- Production : Carl Laemmle
- Date de sortie :  États-Unis : 23 mars 1911

## Distribution
- King Baggot : Prince Gustave
- Isabel Rea : Dolores
- Joseph W. Smiley
- Charles Arling
- Anita Hendrie